# Chiesa dei Santi Cipriano e Giustina
La chiesa dei Santi Cipriano e Giustina è un luogo di culto cattolico situato nella frazione di Sambuceto, in via Sambuceto, nel comune di Ne nella città metropolitana di Genova. La chiesa è sede della parrocchia omonima del vicariato di Sturla e Graveglia della diocesi di Chiavari.

## Storia

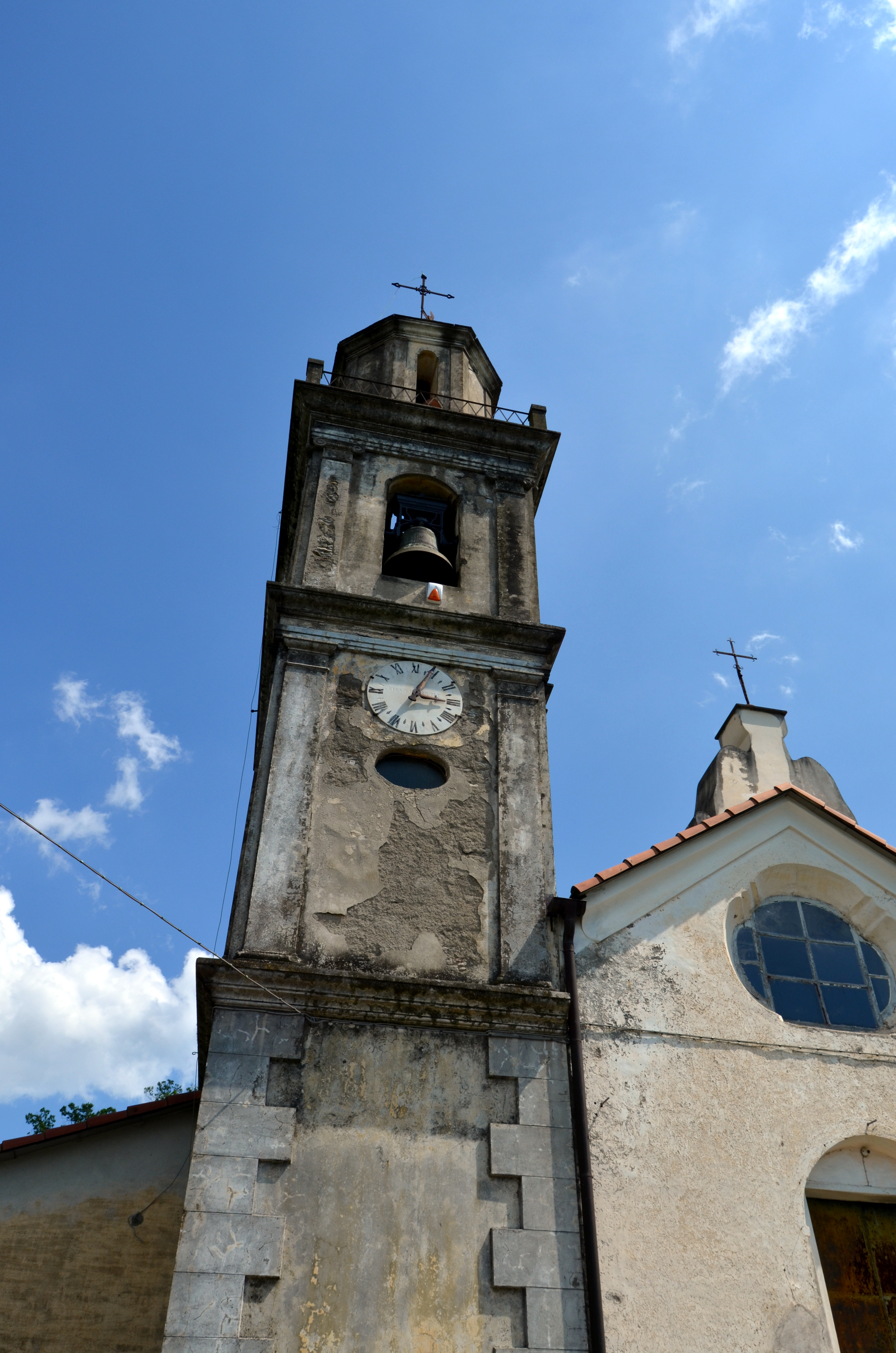
Il campanile

Situata quasi a metà del versante occidentale del monte San Giacomo, la prima chiesa parrocchiale di Santa Giustina fu dipendente originariamente dalla pieve di Santo Stefano di Lavagna e solo successivamente passò alla pieve di Santa Maria di Nazareth di Sestri Levante, nel vicariato di Lobiola.
Secondo le fonti storiche furono i monaci benedettini, stanziati in zona nella prioria di Sant'Eufemiano in Graveglia (Carasco) e nell'abbazia di Borzone (Borzonasca), gli ipotetici fondatori della primitiva chiesa del borgo di Sambuceto. Le stesse fonti antiche citano, oltre il villaggio frazionario, anche l'antico oratorio di San Cipriano.
Visitata dal visitatore apostolico monsignor Francesco Bossi nel 1582 fu egli stesso che propose il trasferimento delle competenze e cure parrocchiali dalla chiesa di Santa Giustina in favore del vicino oratorio, quest'ultimo trovato dal Bossi in uno stato più decoroso rispetto all'antica parrocchiale. La proposta trovò accoglimento presso l'arcidiocesi di Genova che con apposito decreto ne ufficializzò il trasferimento.
Tuttavia il "destino spirituale" della parrocchia di Sambuceto trovò un nuovo cambiamento e assetto dopo la violenta epidemia di peste che, nei primi anni del XVII secolo, decimò quasi parzialmente la già piccola comunità sambucese che si ritrovò con due sole famiglie. Per il tragico evento lo status parrocchiale fu aggregato pertanto alla parrocchia di San Giacomo di Loto, sottoposta alla pieve sestrese, e così rimase immutato fino al 1835.
In tale anno, complice un nuovo aumento della popolazione, un decreto arcivescovile di monsignor Placido Maria Tadini, in visita pastorale nel 14 luglio 1834 nella zona di Loto, acconsentì alle istanze degli abitanti di Sambuceto e ne ufficializzò, dal 31 marzo 1835, la nuova comunità parrocchiale. L'oratorio fu quindi nuovamente tramutato in parrocchia e ne assumerà la doppia intitolazione ai Santi Cipriano e Giustina; la vecchia chiesa di Santa Giustina fu tramutata invece in chiesa cimiteriale.
Anche la comunità di Sambuceto passò nel 1959 alla diocesi di Chiavari.

## Descrizione

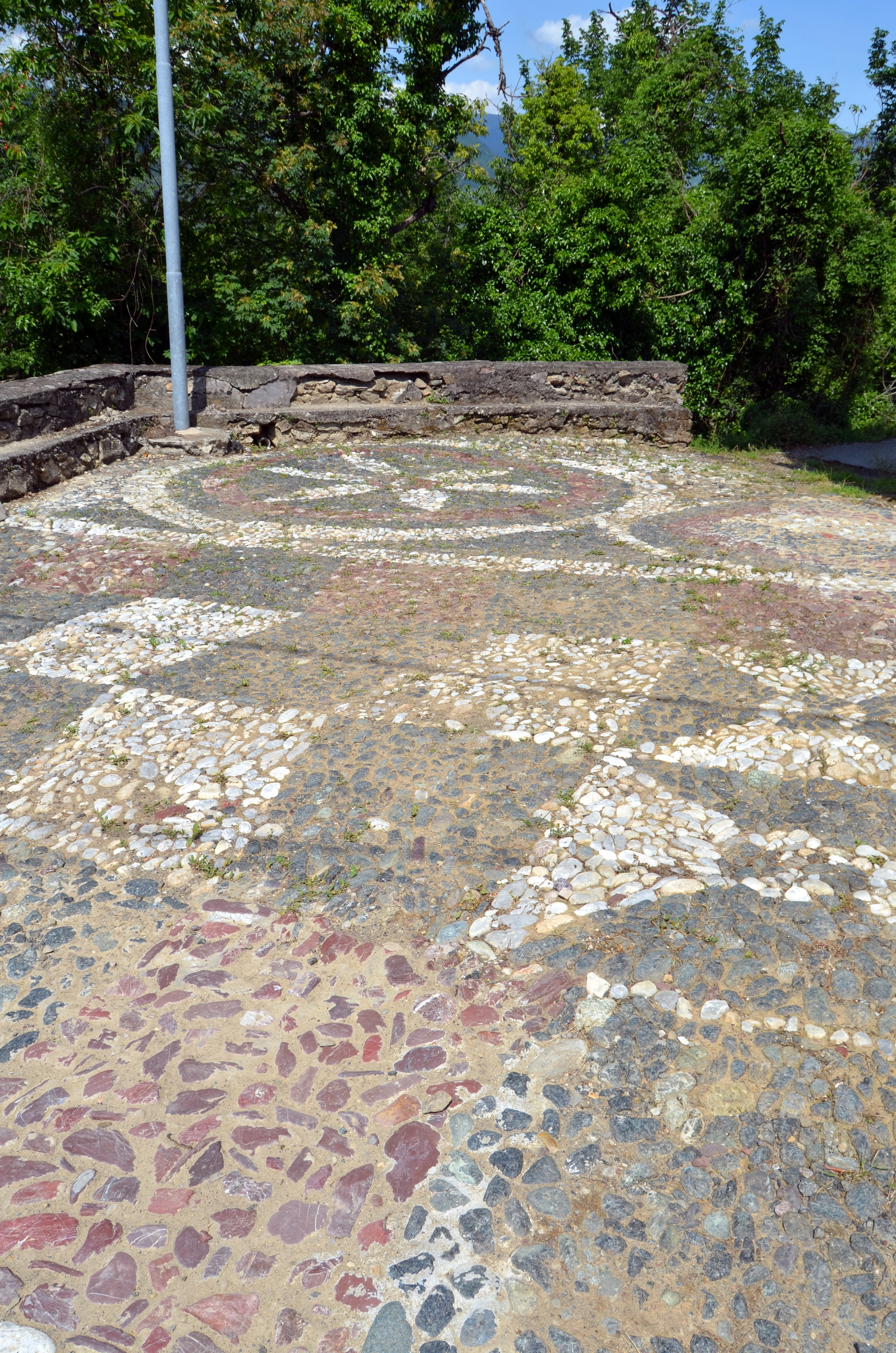
Particolare del sagrato a risseu

Esternamente l'edificio presenta tracce del suo stato antico, soprattutto nella zona absidale che ha la caratteristica di avere pietre quadre come metodo architettonico usato negli antichi edifici. Il campanile è dotato di tre campane.
Ad unica navata è consta dall'altare maggiore e da due altari laterali che furono, ai tempi, incassati di oltre un metro. Oltre alla vasca del fonte battesimale, risalente al 1578, conserva ancora il coro con sedili in pietra.
La casa canonica è stata costruita nel 1915.